# Matherville (Illinois)
Matherville est un village situé au nord-est du comté de Mercer dans l'Illinois, aux États-Unis,.

## Démographie
Lors du recensement de 2010, le village comptait une population de 723 habitants. Elle est estimée, en 2016, à 673 habitants.

### Source de la traduction
- (en) Cet article est partiellement ou en totalité issu de l’article de Wikipédia en anglais intitulé « Matherville, Illinois » (voir la liste des auteurs).